# Johannes Petrus Verhorst
Johannes Petrus Verhorst (* 22. Februar 1657 in Köln; † 12. Juli 1708 in Trier) war ein deutscher römisch-katholischer Geistlicher, Weihbischof in Trier und Titularbischof in Alba.

## Leben
Johannes Petrus Verhorst war der Sohn des Bürgermeisters Bartholomäus Verhorst († 1690) und dessen Ehefrau Anna Clara von Francken-Siersdorff († 1658). Nach dem Besuch des Gymnasiums Laurentianum Köln studierte er an der Universität zu Köln staatliche und kirchliche Rechtswissenschaften, promovierte 1681 zum Dr. iur. Utr. und wurde Professor an der juristischen Fakultät der Universität Köln.
Am 20. Januar 1686 erhielt er die Weihe zum Subdiakon und wurde zwei Wochen später zum Priester geweiht.
Er war Mitglied des Konsistoriums und wurde 1687 durch den Trierer Erzbischof und Kurfürsten  Johann Hugo von Orsbeck zum Weihbischof von Trier berufen. Am 24. November des Jahres folgte die Ernennung zum Titularbischof von Alba.
Am 3. April 1688 erhielt er in der Schlosskapelle von Schloss Ehrenbreitstein die Bischofsweihe.
Am 26. April 1688 wurde er mit dem Amt des Offizials im Obererzstift Trier betraut.
Am 6. Mai 1688 zum Generalvikar ernannt, setzte er sich von 1693 an mit dem Jansenismus auseinander.
Am 19. September 1704 weihte er seinen Neffen Gerhard Verhorst († 1749, Domdechant in Münster) zum Priester.
Am 25. Oktober 1707 wurde die Heilig-Kreuz-Kirche Koblenz von ihm geweiht.
Cornelius Gerhard Lersmacher war sein Testamentsvollstrecker.
Verhorst wurde bestattet in der Unterkirche des Trierer Simeonstifts und 1803 wurden seine Gebeine in die Agathenkapelle des Domkreuzgangs überführt.